# Дмитрівка (Зеленопідська селищна громада)
Дми́трівка (до 1861 — Тащанак) — село в Україні, у Зеленопідській селищній громаді Каховського району Херсонської області.
Населення становить 948 осіб.

## Археологія
У Дмитрівці розкопана М. П. Оленковським у 1986, 1987, 1990, 2000, 2001 роках багатошарова пам'ятка:
- стоянка пізньої кам'яної доби Нижньодніпровської епіграветської культури
- Поселення бронзової доби Сабатинівської культури

Знайдені крем'яні знаряддя праці та відходи кремінного виробництва.

## Історія
Станом на 1886 рік в селі, центрі Дмитрівської волості Дніпровського повіту Таврійської губернії, мешкало 303 особи, налічувалось 70 дворів, існували православна церква та лавка. За 12 верст — цегельний завод, черепичний завод. За 20 верст — поштова станція.
12 червня 2020 року, відповідно до Розпорядження Кабінету Міністрів України № 726-р «Про визначення адміністративних центрів та затвердження територій територіальних громад Херсонської області», увійшло до складу Зеленопідської сільської громади.
17 липня 2020 року, в результаті адміністративно-територіальної реформи увійшло до складу новоутвореного Каховського району.
У лютому 2022 року село тимчасово окуповане російськими військами під час російсько-української війни.
Легенда про назву села Тащанак: 
До 1861 року село називалося Тащанак, що в перекладі з кримськотатрської означає "перевернутий глечик з водою". Назва є досить символічною, адже ,за легендою, під час одного із набігів татар, вони вирішили осушити водойму, що була фактично джерелом води для людей. За однією із версій осушування відбулось за допомогою бавовни. Після цього процесу пусту водойму почали ототожнювати із порожнім глечиком. Звідси і пішла назва.  

## Населення
Згідно з переписом УРСР 1989 року чисельність наявного населення села становила 1000 осіб, з яких 451 чоловік та 549 жінок.
За переписом населення України 2001 року в селі мешкало 948 осіб.

### Мова
Розподіл населення за рідною мовою за даними перепису 2001 року:
| Мова       | Відсоток |
| ---------- | -------- |
| українська | 95,57 %  |
| російська  | 4,22 %   |
| польська   | 0,11 %   |